# Iivaara

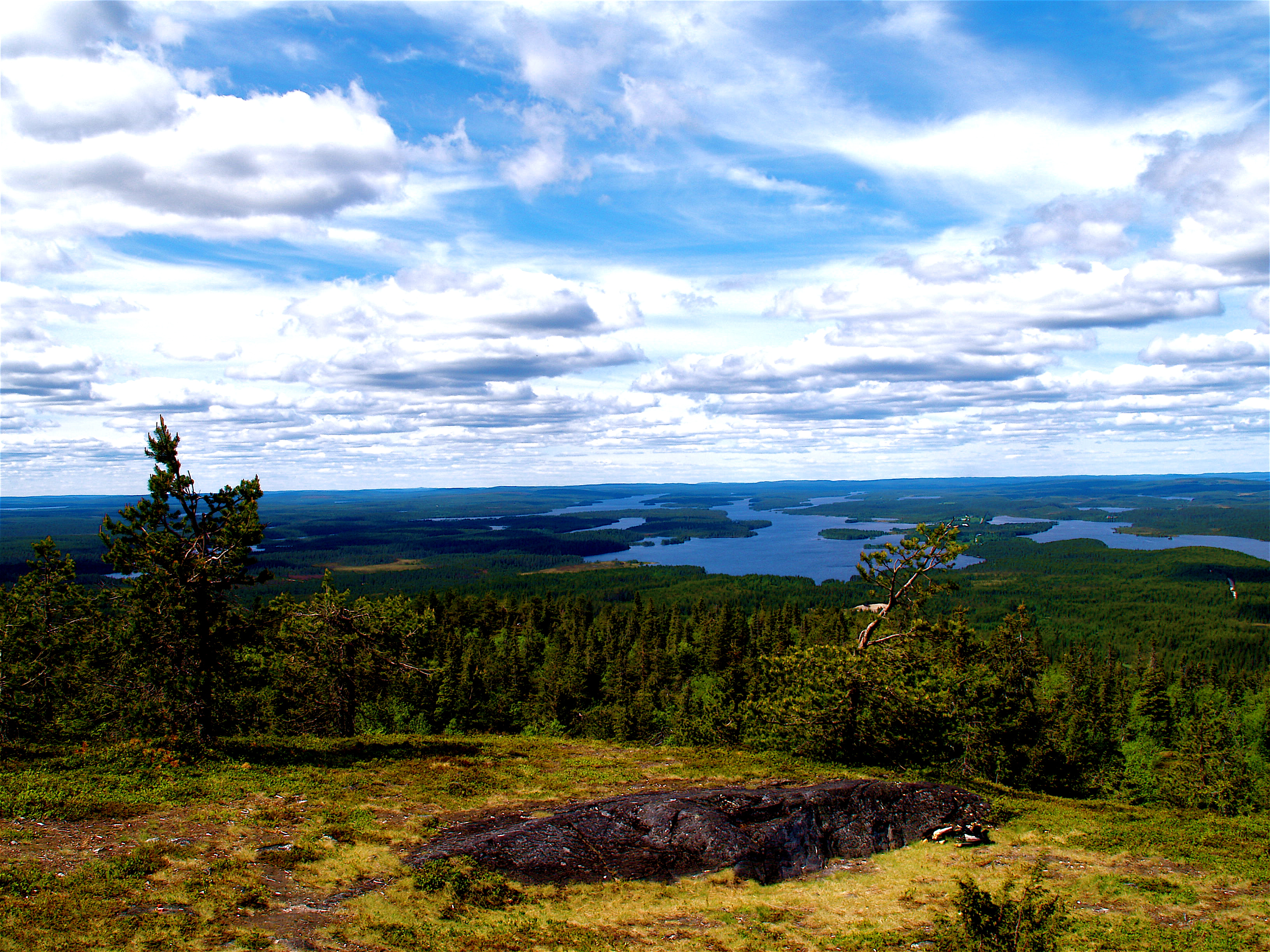
Iivaara

Iivaara är ett berg i Kuusamo,  Uleåborgs län,  Finland, som når 470 m ö.h. Det är känt för sitt alkalikomplex, även kallat Ijola, som innefattar ijoliter vilka övergår i fenitiska syeniter.